# Ljusmast

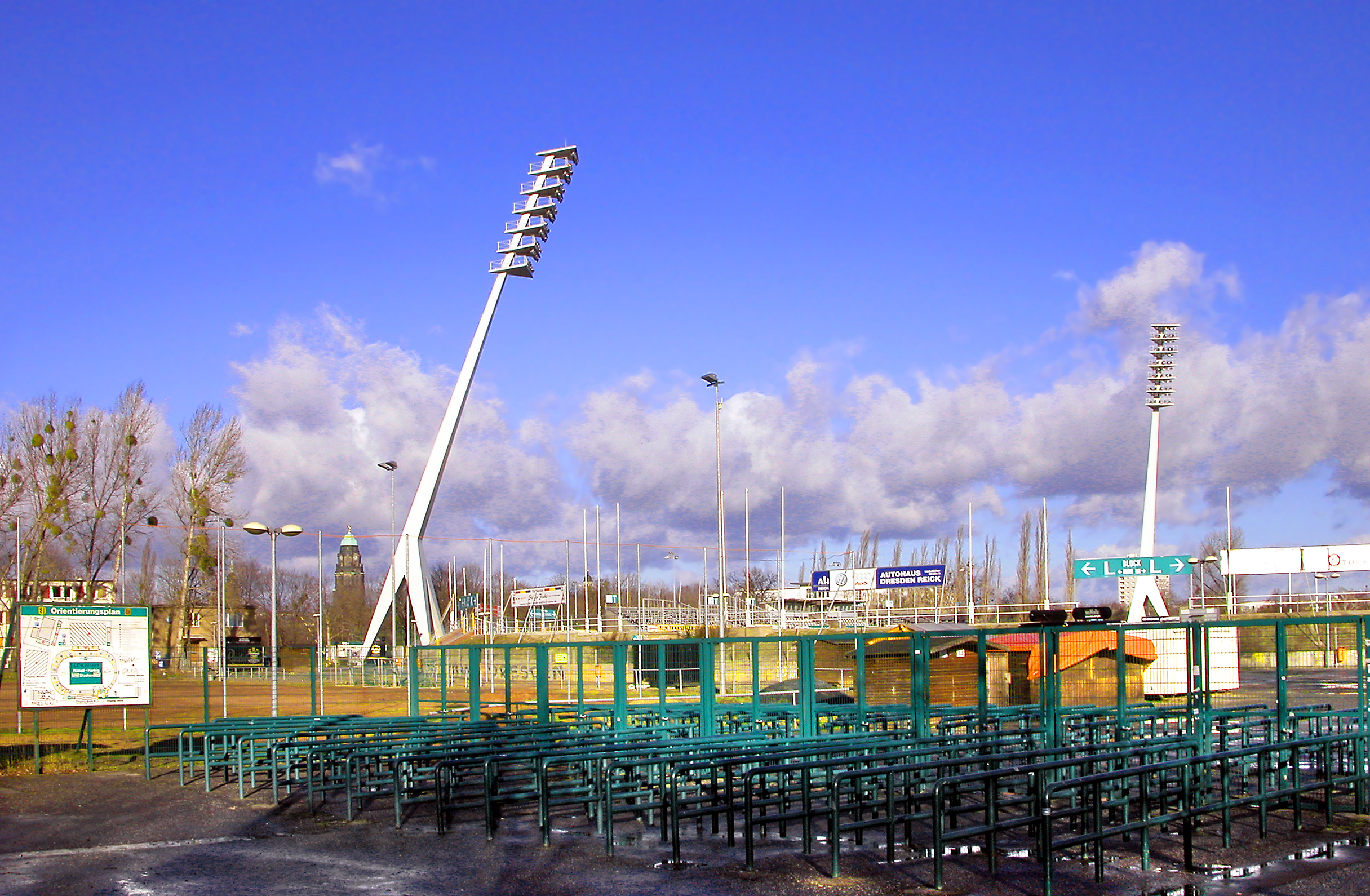
Ljusmaster på Rudolf-Harbig-Stadion i Dresden.

Ljusmast är en belysningsstolpe som oftast sitter på vägar vid trafikplatser. Många gånger är det större vägar och inte sällan motorvägar. En ljusmast är oftast betydligt högre än en vanlig belysningsstolpe och har oftast mer än en armatur i toppen. Oftast sitter det minst två armaturer men vanligast är tre eller fyra. I vissa fall sitter det upp till 8-10 armaturer i toppen på dessa.
Ljusmaster kan också förekomma på idrottsplatser för att lysa upp dessa.